# Glatziella
Glatziella – rodzaj głowonogów z wymarłej podgromady amonitów, z rzędu Clymeniida.

## Nomenklatura
Rodzaj ten opisał Carl Renz. Gatunkiem typowym jest Glatziella helenae (Renz, 1914), opisana (pierwotnie pod nazwą Cycloclymenia helenae) ze słynnego odsłonięcia w Dzikowcu. Nazwa rodzaju pochodzi od Glatz, niemieckiej nazwy Kłodzka. Rodzaj Glatziella jest typem rodziny Glatziellidae Schindewolf, 1928.

## Występowanie
Glatziella żyła w okresie dewonu, dokładniej w famenie (późniejszej części późnego dewonu). Najstarszy gatunek znany jest z famenu IV, a najmłodsze – z famenu VI. Przedstawiciele rodzaju znani są w Polsce z miejsca typowego w Dzikowcu Kłodzkim w Sudetach oraz z Gór Świętokrzyskich, a poza Polską – z Niemiec i Rosji.